# Nara Centennial Hall
Nara Centennial Hall (なら100年会館?, Nara Hyakunen Kaikan) è un edificio multiuso situato a Nara, in Giappone.
Progettato da Arata Isozaki insieme alla Nagata Acoustics che si è occupata dell'isolamento acustico, è stato inaugurato nel 1999 come parte delle celebrazioni del centenario del comune di Nara. Edificio include grande sala che può ospitare fino 1720 posti, una sala da concerto più piccola con una capacità di 446 posti e una galleria.